# T55E1自走砲
T55E1GMC（ガン・モーター・キャリッジ）とは、1943年、アライド・マシナリー・マニュファクチャリング・カンパニーによってアメリカ陸軍のために開発された試作車輌である。8輪の全輪駆動車であるT55E1は、限定的な射界を持つ3インチ砲1門と、副兵装として12.7mm機銃を装備した。T55E1と前身のT55は、非公式に「クック・インターセプター」と呼ばれていた。

## 開発
クック・ブラザースでは砂漠地帯のための特別な車輌を開発していた。この車輌はそれぞれにエンジンをもつ2基の4輪駆動ボギーを装備し、動力伝達にはチェーンが用いられた。操向は前部ボギーを旋回させることで行った。開発者達はその後、この車両をキャデラック製8気筒水冷エンジン2基と、3インチ戦車砲M7を搭載する戦車駆逐車へと発展させた。陸軍は十分な関心を示し、T55として開発契約を結んだ。1942年から1943 年にかけて行われた試験の結果、試作車は改良されT55E1となった。しかし陸軍に履帯式戦車駆逐車が好まれるようになったこともあり、T55E1は不採用となった。

## 登場作品
『War Thunder』
バトルパスで手に入るプレミアム車両でアメリカの駆逐戦車T55E1として登場。